# Grupo Vocal Argentino
El Grupo Vocal Argentino es un grupo de música folklórica de Argentina creado en Buenos Aires en 1966, que registra dos etapas con diferentes integraciones: la primera entre 1966-1970, dirigido por el Chango Farías Gómez, y la segunda desde 1974 en adelante, dirigido por Carlos Marrodán.
En la primera etapa el Grupo Vocal Argentino fue un quinteto integrado por el Chango Farías Gómez (barítono), Jorge Raúl Batallé (bajo), Luis María Batallé (barítono-bajo), Galo Hugo García (barítono) y Amilcar Daniel Scalisi (contratenor). Se caracterizó por su estilo vanguardista e innovador en la forma de interpretar la música de raíz folklórica y especialmente, basado en la polifonía. Ha sido considerado el mejor grupo vocal de la historia de la música folklórica de Argentina.
En esta etapa, las canciones más conocidas aportadas al cancionero argentino se encuentran "Zamba de los yuyos" (Hnos. Ábalos), "Milonga del peón de campo" (Atahualpa Yupanqui), "Según me brotan las coplas" (Polo Giménez), "Villa de Villares" (Chango Rodríguez), "El gatito de Tchaikovsky" (Adolfo Ábalos), etc. Entre los álbumes publicados se destaca la Misa Criolla (1968) de Ariel Ramírez y la Misa para el Tercer Mundo (1974), con letra del Padre Mugica y música de Roberto Lar, que fuera censurado y destruido por el gobierno.
En la segunda etapa el Grupo Vocal Argentino fue un octeto integrado originalmente por Carlos Marrodán, Carlos Heredia, Carlos Fanelli, Roberto Maldonado, José Bravo, Adrián Gómez, Eduardo Curetti, Raúl Bissón y Ricardo D Agostino.
En esta etapa, las canciones más conocidas aportadas al cancionero argentino se encuentran "Debajo de la morera" (Falero-Virgilio Carmona), "La pobrecita" (Atahualpa Yupanqui) y "Zamba de mi esperanza" (Luis Profili), y entre los álbumes Sueño del alma.

## Trayectoria

### Primera etapa
El Grupo Vocal Argentino se formó en 1966 integrado por el Chango Farías Gómez, Jorge Raúl Batalle, Luis María Batalle, Galo Hugo García y Amilcar Daniel Scalisi. Farías Gómez, arreglador del conjunto, había codirigido con su hermano Pedro el grupo Los Huanca Hua, grupo que revolucionó el modo de interpretar la música folklórica, mediante complejos arreglos vocales, introduciendo la polifonía y el uso de fonemas y onomatopeyas para marcar el ritmo.
El grupo grabó dos discos, Grupo Vocal Argentino en 1966 y Misa Criolla, en 1968, este último considerado como uno de los mejores álbumes de la música folklórica argentina. En 1970 el grupo se disolvió.
En 1973 el grupo volvió a reunirse, sin el Chango Farías Gómez y con Fernando Collados, con el nombre de Grupo Vocal Argentino Nuevo, para grabar la Misa para el Tercer Mundo, con letra del Padre Mugica y música de Roberto Lar. El álbum fue grabado entre el 10 de diciembre de 1973 y el 8 de enero de 1974. El 11 de mayo de 1974 el Padre Mugica fue asesinado por el grupo parapolicial Triple A y en septiembre de ese año el disco fue lanzado. Sin embargo el gobierno de la presidenta María Estela Martínez de Perón secuestró y destruyó el master y los discos ya producidos, mientras que los músicos fueron puestos en listas negras. Debido a ello la obra pasó completamente desapercibida, y sólo se preservó debido al rescate de algunas pocas unidades que habían sido distribuidas; recién volvió a interpretarse en 2007.
A fines de la década de 1970 este grupo, sin Farías Gómez, tomaría el nombre de Gente de Canto y lanzaría un álbum con ese nombre de 1980.

### Segunda etapa
Simultáneamente, en 1973 el músico Carlos Marrodán, un admirador del trabajo del Chango Farías Gómez que había intentado ingresar al Grupo Vocal Argentino, formó un octeto sin nombre e invitó al Chango a presenciar los primeros resultados. Éste quedó tan complacido que le ofreció a Marrodán el uso del nombre Grupo Vocal Argentino, que con esta composición grabó al año siguiente un álbum titulado Chango Farías Gómez presenta al Grupo Vocal Argentino. El grupo estaba integrado por Carlos Marrodán, Carlos Heredia, Carlos Fanelli, Roberto Maldonado, José Bravo, Adrián Gómez, Eduardo Curetti, Raúl Bissón y Ricardo D Agostino.
En 1976 el Chango Farías Gómez, conocido también por su militancia en el peronismo, debió exiliarse en España ante el agravamiento de las persecuciones políticas con la instauración de la dictadura militar de 1976. Marrodán, por su parte siguió trabajando con el grupo y grabó varias canciones que no pudieron ser editadas debido a la censura que caía sobre el grupo.

El grupo sufre un período de depresión en el ´78 porque no nos dejaban cantar, nunca supimos por qué, quizás caímos dentro de un grupo de músico que no eran bienvenidos; no nos pasaban por las radios, no nos llamaban a tocar en lugares oficiales o festivales, nos cortaron todo. Además teníamos un representante fuerte que también era el de Los Chalchaleros, o sea que era un tipo que nos ponía bien y un día ese muchacho no nos pudo poner en ningún lado. Pensamos en cambiar el nombre, pero no, para nosotros era como llamarnos Einstein, eran muchos años de trabajo y era lo que nos definía, era un grupo vocal argentino y no cambiamos el nombre.

Marrodán entonces debió radicarse en Santiago del Estero para dedicarse a su profesión de médico, aunque permaneció en contacto con los integrantes realizando arreglos a la distancia. Luego de la Guerra de Las Malvinas en 1982 y del restablecimiento de la democracia en 1983, el Grupo Vocal Argentino comenzó a reunirse con más frecuencia. En 1990, el sello Melopea editó las cintas de 1976 que guardaba Marrodán en un álbum titulado Sueño del alma y se graba en el mismo, Zamba de mi Esperanza con su nuevo integrante, el tenor y pianista, Miguel Ángel Crosignani. A partir de 1992 se integra al Grupo el tenor Florencio Morales y retorna el bajo Carlos María Fanelli quienes permanecieron hasta 1997 continuando como pianista y tecladista Miguel Ángel Crosignani . En esta etapa se encara el ciclo "A escenario Abierto" en el Teatro De La Cova, en San Isidro, donde el Grupo Vocal Argentino compartió durante 1993 varios recitales junto al Coro Banco Provincia , Hugo Varela , Guillermina Beccar Varela , Lito Vitale , Jairo , Victor Heredia y varios coros de la zona Norte del GBA . Posteriormente se integró como Director Musical el Maestro Marcelo Ortiz Rocca , se realizaron presentaciones en diversos escenarios ( Teatro Municipal de Río Cuarto , Festival "La Noche Mas Larga" en Ushuaia ) y en 1996 se retomó el ciclo "A Escenario Abierto" en el escenario de la Fundación San Rafael al que fueron como invitados personalidades como Manolo Juárez , Oscar Alem , Cuti y Roberto Carabajal , Peteco Carabajal , nuevamente el Coro Banco Provincia y el fundador del Grupo Vocal Argentino , Chango Farías Gómez con "La Manija" . En 1994 se integra como pianista Gustavo Hernández quien se hace cargo de la dirección musical desde 2000, año en que Ortiz Rocca deja tal puesto, hasta 2005. En octubre de 2002 el Grupo Vocal Argentino viaja a la ciudad de Busan, Corea, donde participa en las 2as. Olimpíadas para Coros y Grupos Vocales obteniendo Medalla de Oro en la Categoría Música Folklórica con Acompañamiento Instrumental y Medalla de Plata en la Categoría Música Folklórica a capela participando también como invitado especial del Concierto de Gala de la Olimpíada como así también de otro en la Catedral de Seúl donde interpretó su versión de la Misa Criolla. Vale mencionar que en 1995 el Grupo participó en el homenaje a Chango Farías Gómez en el ciclo "Esos Maestros Del Alma" que se desarrollaba en el Centro Cultural San Martín .En 1998, lanzaron otro álbum con el nombre de Síntesis . En 2008, 2009, 2010 (durante estos años el grupo estuvo conformado por Juan José Acosta, Raúl Bisson, Rodolfo Cabrera, Eduardo Curetti, Carlos García Aguirre, Carlos Heredia y Daniel Pérez en guitarra) y 2024 participaron del gran Festival de Cosquín.
ACTUALMENTE EL GRUPO ESTA INTEGRADO POR :
Timar Melian, Esteban Garreta, Raúl Bisson, Eduardo Curetti, Carlos Heredia, Daniel Fernandez, y Gustavo Santellan.-

## Discografía

### Álbumes

#### Primera etapa
1. Grupo Vocal Argentino, 1966
2. Misa criolla, 1968
3. Misa para el Tercer Mundo, 1974, como Grupo Vocal Argentino Nuevo

#### Segunda etapa
1. Chango Farías Gómez presenta al Grupo Vocal Argentino, 1974
2. Sueño del alma, grabado en 1978,y 1989, editado en 1990
3. Síntesis, 1998
4. Sin límites, 2010

### Para ver y oír
- "La viajerita", Grupo Vocal Argentino en 2023.

- Datos: Q5886492